# Blackmore's Night
Blackmore’s Night är en musikgrupp ledd av gitarristen Ritchie Blackmore (före detta medlem i Deep Purple och Rainbow) och sångerskan Candice Night. Gruppen spelar renässansinspirerad folkrock / folkmusik.

## Diskografi (urval)
Album
- Shadow of the Moon (1997)
- Under a Violet Moon (1999)
- Fires at Midnight (2001)
- Ghost of a Rose (2003)
- Village Lanterne (2006)
- Winter Carols  (2006)
- Secret Voyage  (2008)
- Autumn Sky (2010)
- Dancer And The Moon (2013)
- All Our Yesterdays (2015)

Livealbum
- Past Times with Good Company (2002)
- Paris Moon (2007)
- A Knight in York (2012)

Samlingsalbum
- Minstrels And Ballads (2001)
- The Best Of (2003)
- Beyond the Sunset: The Romantic Collection (2004)
- All For One - The Finest Collection Of Blackmore's Night (2004)
- The Beginning (2012)
- To the Moon and Back: 20 Years and Beyond (2017)

Singlar
- 1997 – "No Second Chance"
- 1997 – "Shadow Of The Moon"
- 2001 – "The Times They Are a Changing"
- 2002 – "Home Again"
- 2003 – "Way To Mandalay / All For One"
- 2004 – "Christmas Songs"
- 2004 – "Christmas Eve"
- 2004 – "All Because of You"
- 2005 – "I'll Be There (Just Call My Name)"
- 2006 – "Streets Of London"
- 2006 – "Olde Mill Inn"